# Roseburg (Oregon)
Roseburg is een plaats (city) in de Amerikaanse staat Oregon, en valt bestuurlijk gezien onder Douglas County.

## Demografie
Bij de volkstelling in 2000 werd het aantal inwoners vastgesteld op 20.017. In 2006 is het aantal inwoners door het United States Census Bureau geschat op 20.991, een stijging van 974 (4,9%).

## Geografie
Volgens het United States Census Bureau beslaat de plaats een oppervlakte van 24,4 km², waarvan 23,9 km² land en 0,5 km² water.

## Plaatsen in de nabije omgeving
De onderstaande figuur toont nabijgelegen plaatsen in een straal van 24 km rond Roseburg.

## Geboren
- Jean Saubert (1942-2007), Amerikaans skiër
- Chris Thompson (1978), Amerikaans zwemmer
- TJ Klune (1982), Amerikaans schrijver